# AD Lusaca
Die Associação Desportiva Lusaca ist ein brasilianischer Sportverein aus dem Bundesstaat Bahia, der vornehmlich Frauenfußball betreibt. Beheimatet ist der Club in der Stadt Dias d’Ávila, seine Heimspiele trägt er aber im Estádio Armando Oliveira im benachbarten Camaçari aus. Seine Farben sind Rot, Gelb und Grün.
Der Verein wurde am 10. September 2007 von Ruan Conceição Matos gegründet. Das Gewicht der Vereinsaktivität liegt auf der Talentförderung. In der Saison 2008 nahm er an der Copa do Brasil Feminino teil. Nach zwei Vizemeisterschaften in den Jahren 2011 und 2015 konnte der Club nach seinem Finalsieg gegen den Jequié EC am 25. November 2017 den ersten Staatsmeistertitel gewinnen, mit dem die Qualifikation zur Série A2 der brasilianischen Meisterschaft 2018 verbunden ist.

## Erfolge
- Staatsmeisterschaft von Bahia: 2017